# Michele Polverino
Michele Polverino (Grabs, 26 de setembro de 1984) é um futebolista liechtensteinense nascido na Suíça que atua como meia-atacante. Atualmente joga pelo Balzers.

## Carreira
Sua melhor fase na carreira, iniciada em 2002, foi no Vaduz, onde teve 3 passagens - no total, foram 124 jogos disputados e 12 gols. Pelos Residenzler, foi heptacampeão da Taça do Liechtenstein (2002–03, 2003–04, 2004–05, 2006–07, 2007–08, 2008–09 e 2014–15) e bicampeão da Challenge League (segunda divisão do Campeonato Suíço).
Ainda jogou por equipes da Itália (Olbia), Irão (Steel Azin), Áustria (Wolfsbergere Ried) e Suíça (Aarau e Rapperswil-Jona), assinando em 2016 com o Balzers, clube liechtensteinense que disputa a quarta divisão suíça.

## Seleção de Liechtenstein
Nascido na Suíça, Polverino estreou na Seleção Liechtensteiniense em junho de 2007, contra a Islândia, pelas eliminatórias da Eurocopa de 2008. Em 79 jogos disputados (é o oitavo jogador com mais partidas), o meia-atacante fez 6 gols - o último deles num amistoso contra o Qatar, em dezembro de 2017.
A última partida disputada foi em novembro de 2019, contra a Bósnia e Herzegovina, válida pelas eliminatórias da Eurocopa de 2020.

## Títulos
FC Vaduz
- Challenge League: 2 (2002–03 e 2007–08)
- Taça do Liechtenstein: 7 (2002–03, 2003–04, 2004–05, 2006–07, 2007–08, 2008–09 e 2014–15)

### Individuais
- Futebolista do ano do Liechtenstein: 2011–12 e 2012–13